# Croix de Vitrolles
La croix de Vitrolles est une croix située à Lanuéjols, en France.

## Description

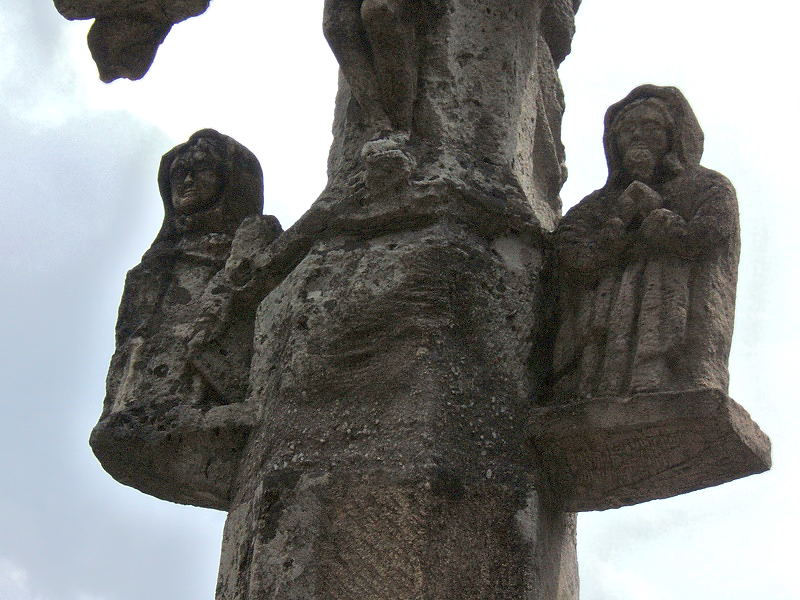
détail de la croix

## Localisation
La croix est située dans le hameau de Vitrolles, sur la commune de Lanuéjols, dans le département français de la Lozère.

## Historique
L'édifice est inscrit au titre des monuments historiques en 1926.